# Erich Ollenhauer

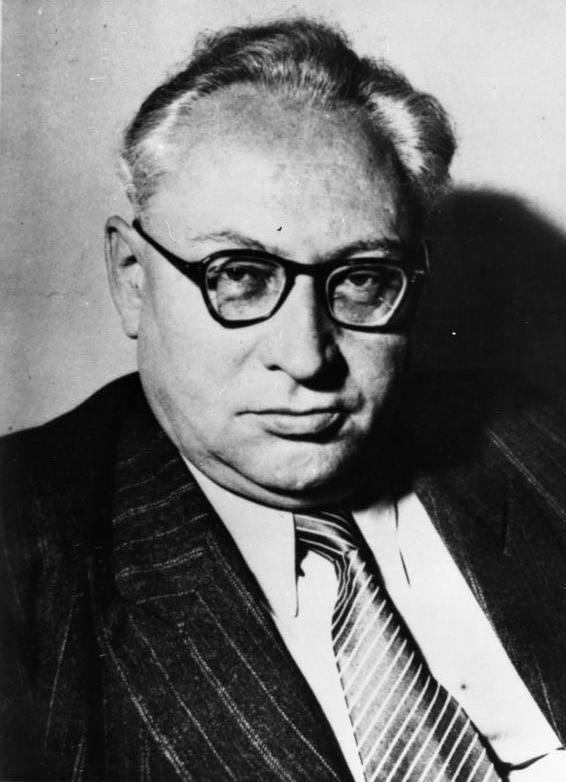
Erich Ollenhauer 1953

Erich Ollenhauer (* 27. März 1901 in Magdeburg; † 14. Dezember 1963 in Bonn) war ein deutscher Politiker. Er war von 1952 bis 1963 SPD-Parteivorsitzender und Fraktionsvorsitzender der SPD im Deutschen Bundestag und somit auch Oppositionsführer.

## Familie und Ausbildung
Ollenhauer war das älteste von vier Kindern, sein Vater Wilhelm war Maurer und wurde 1901 Mitglied der SPD. Seine Schwester Hilde (1902–1995) war ebenfalls seit frühester Jugend und bis ins hohe Alter politisch aktiv. Nach dem Abschluss der Volksschule 1915 wollte Erich Ollenhauer Lehrer werden, musste aber aus finanziellen Gründen eine kaufmännische Lehre in einer Druckerei absolvieren. Es folgten zwei kurzzeitige Anstellungen. Schließlich wurde er Volontär bei der sozialdemokratischen Tageszeitung Volksstimme in Magdeburg.

## Weimarer Republik
Im Jahr 1918 trat Ollenhauer der SPD bei. Ab dem 1. Dezember 1920 war er zweiter Sekretär beim Hauptvorstand des Verbandes der Arbeiterjugendvereine Deutschlands (VAJV), der Jugendorganisation der SPD, und wurde Redakteur ihrer zweiwöchentlich erscheinenden Zeitschrift Arbeiterjugend. 1921 wurde er zusätzlich Sekretär der International of the Working Youth.
Durch den Zusammenschluss der SPD mit dem größten Teil der verbliebenen USPD kam es auch zur Vereinigung ihrer Jugendorganisationen, des VAJV mit der Sozialistischen Proletarierjugend (SPJ) der USPD, am 29. Oktober 1922 zur Sozialistischen Arbeiter-Jugend (SAJ). Ollenhauer wurde Sekretär der SAJ unter dem Vorsitzenden Max Westphal. Im Jahre 1928 übernahm er den Vorsitz und führte die SAJ als eine SPD-loyale Jugendorganisation.
Er gehörte während der Weimarer Republik der Republikschutzorganisation Reichsbanner Schwarz-Rot-Gold an.

## Zeit des Nationalsozialismus

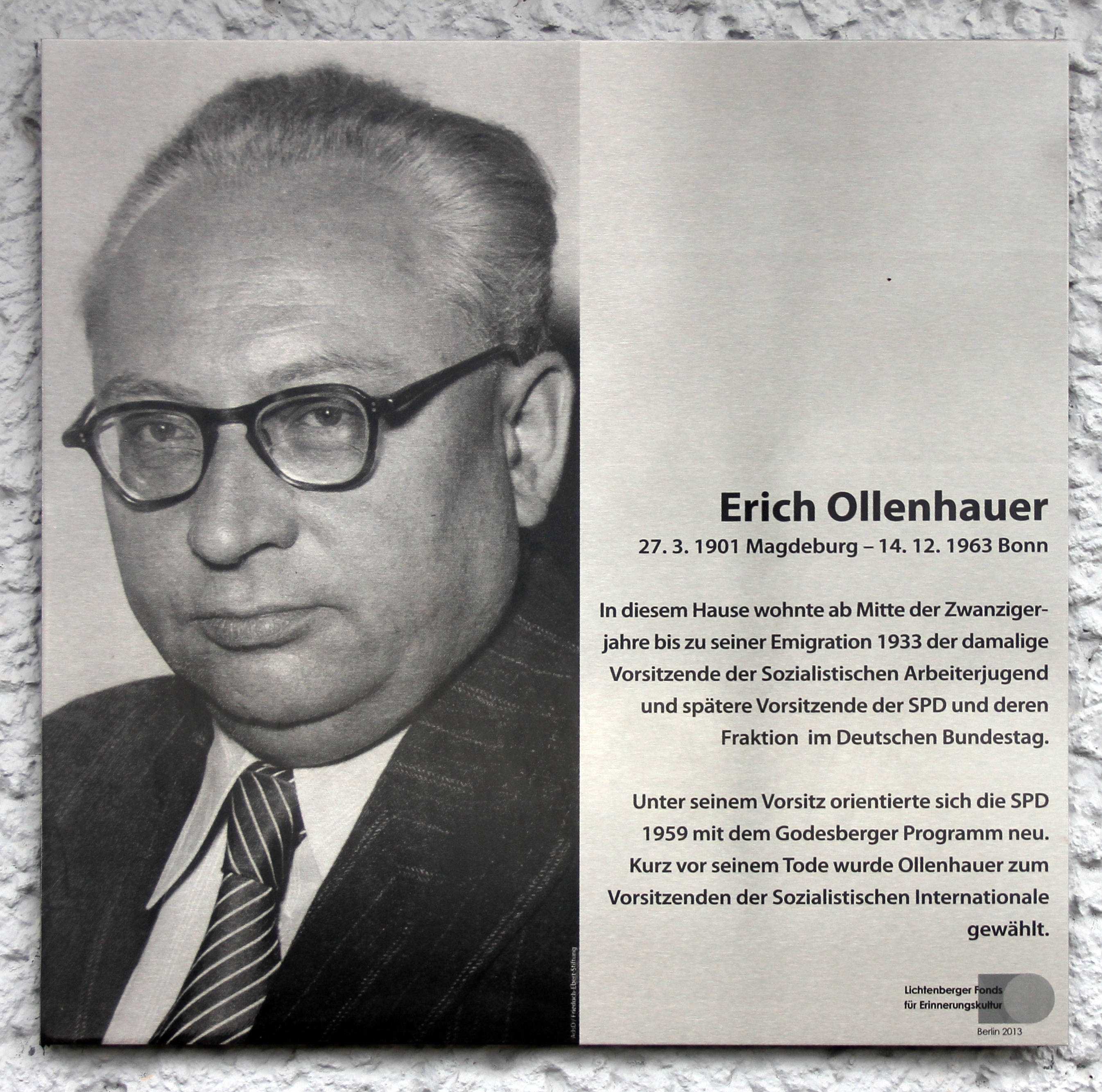
Gedenktafel am Haus Trautenauer Straße 6, in Berlin-Karlshorst

Am 26. April 1933, kurz nach der Machtübernahme des NS-Regimes um Adolf Hitler, wurde Ollenhauer in den Parteivorstand gewählt. Mit der Reichstagsbrandverordnung und der Reichstagswahl am 5. März 1933 verstärkte sich die systematische Unterdrückung politischen Widerstandes: Einen Tag nach dem Tag der nationalen Arbeit wurden am 2. Mai die freien Gewerkschaften zerschlagen, und der Parteivorstand beauftragte einige besonders gefährdete Vorstandsmitglieder, im Ausland einen Exil-Parteivorstand zu gründen.
Am 6. Mai emigrierte Ollenhauer wie viele andere Parteifunktionäre mit den damaligen Parteivorsitzenden Otto Wels und Hans Vogel nach Prag. Dort bildeten sie mit Paul Hertz, Friedrich Stampfer und weiteren die SoPaDe. 1935 wurde er aus Deutschland ausgebürgert, er erhielt einen tschechoslowakischen Hilfspass. Etwa ein Jahr vor dem Einmarsch der Wehrmacht in die Tschechoslowakei zog die SoPaDe nach Paris um. Ollenhauer verließ Prag mitsamt seiner Familie und zog über Polen und Dänemark nach Frankreich.
Als der Einmarsch der Deutschen in Nordostfrankreich (siehe Westfeldzug) kurz bevorstand, wurde er als Deutscher in einem Pariser Stadion inhaftiert und erst aufgrund des Einwirkens von Léon Blum wieder freigelassen. Nach seiner Freilassung hielt sich Ollenhauer im unbesetzten Teil Frankreichs auf, bis er mit seiner Familie im September 1940 – nun mit US-amerikanischen Hilfspässen ausgestattet, denn die Tschechoslowakei existierte nicht mehr – zusammen mit Hans Vogel und dessen Familie über Spanien nach Lissabon flüchtete. Ein Jahr später gelangten die Ollenhauers nach London, wo sich die SoPaDe für die letzten Kriegsjahre eingerichtet hatte; Erich Ollenhauer wurde dort engster Mitarbeiter des SoPaDe-Vorsitzenden Hans Vogel. Durch die Unterstützung der britischen Labour Party war es Ollenhauer möglich, den Zerfall der Organisationsstrukturen der Emigranten zu stoppen, den Wiederaufbau der SPD vorzubereiten sowie den Kontakt zu britischen Politikern aufrechtzuerhalten. 1945 erhielt Ollenhauer als einziger Vertreter der SoPaDe eine Genehmigung der Briten zur Teilnahme an der SPD-Konferenz in Hannover.

## Nachkriegszeit
Ollenhauer kehrte im Februar 1946 nach Deutschland zurück. Er wurde Sekretär im SPD-Gründungsbüro von Kurt Schumacher in Hannover. Auf dem ersten SPD-Parteitag nach Kriegsende im selben Jahr wurde er zum Stellvertreter Schumachers gewählt. Als Organisator der Parteizentrale führte Ollenhauer in Schumachers häufigen und teils mehrmonatigen krankheitsbedingten Abwesenheiten die Parteigeschäfte. Da Schumacher seine Kräfte einteilen musste (und auch weil Ollenhauer internationale Erfahrungen und Kontakte mitbrachte) übernahm dieser sämtliche internationalen Kontakte – also sowohl zu anderen sozialdemokratischen Parteien in Europa als auch zu ausländischen Regierungen, insbesondere den Siegermächten.
Bei der ersten Bundestagswahl am 14. August 1949 wurde Ollenhauer im Wahlkreis Bochum direkt in den Deutschen Bundestag und von der SPD-Fraktion zum stellvertretenden Vorsitzenden gewählt.
Von 1950 bis 1953 war er Mitglied der Beratenden Versammlung des Europarates. 1951 wurde er Mitglied der „Gemeinsamen Versammlung der Europäischen Gemeinschaft für Kohle und Stahl“ (EGKS). Diese Mitarbeit beendete er nach Schumachers frühem Tod am 20. August 1952 bzw. vor der Bundestagswahl 1953. Ollenhauer – er galt damals als „perfekte Nummer 2“ – übernahm am 27. September 1952 die Ämter Schumachers als Parteivorsitzender, Fraktionsvorsitzender und Oppositionsführer.

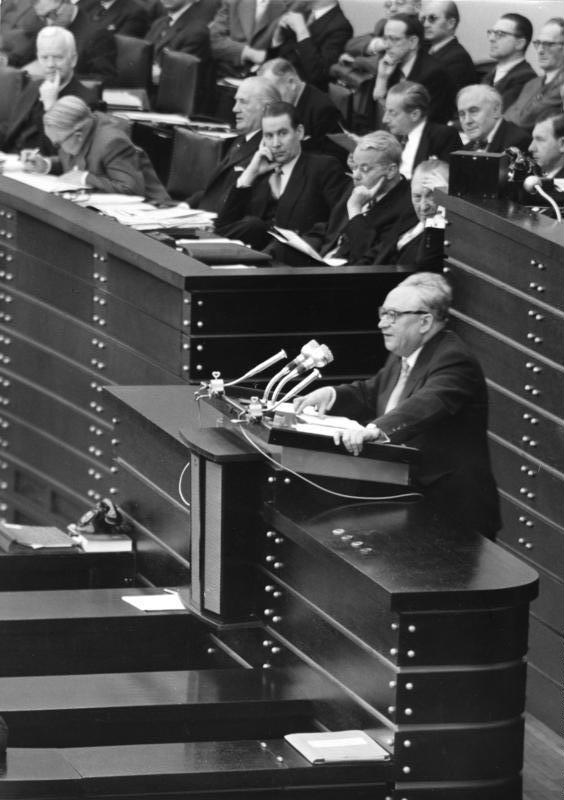
Erich Ollenhauer bei der 1. Lesung der Pariser Verträge, Bonn 1954

Zur Bundestagswahl im September 1953 trat Ollenhauer erstmals als SPD-Kanzlerkandidat an. Die Partei stagnierte bei 28,8 Prozent der Stimmen (einem Minus von 0,4 Prozentpunkten) und konnte sich nicht gegen Bundeskanzler Adenauer durchsetzen, unter dessen Führung die CDU/CSU sich von 31,0 % auf 45,2 % der Stimmen verbesserte.
Obwohl die SPD an vielen wichtigen Gesetzen der CDU-geführten Regierung Adenauers, wie Kriegsopferversorgung, Rentenreform und Montan-Mitbestimmung, beteiligt war, wurde in der Öffentlichkeit hauptsächlich Ollenhauers Fortsetzung von Schumachers Außenpolitik wahrgenommen: Nein zur Westintegration, Ja zur Wiedervereinigung Deutschlands. Vor allem rückte die Wirtschaftspolitik der Bundesregierung von Ludwig Erhard, das sogenannte Wirtschaftswunder, in das öffentliche Interesse. Ollenhauer fiel es schwer, den Wechsel der SPD von einer Arbeiterpartei hin zu einer Volkspartei voranzutreiben.
Im März 1957 erschien der „Ollenhauer-Plan“, der nach Ansicht des Historikers Joseph Rovan „aufs neue die Probleme von Sicherheit, Wiederbewaffnung und Wiedervereinigung in einem total unrealistischen Zusammenhang vereinigte“. Zwar hatte der Kalte Krieg vier Jahre nach Stalins Tod an Intensität verloren (siehe auch Tauwetter-Periode), doch eine Entspannung zwischen den Großmächten erschien nur auf der Basis des status quo möglich. „Der viel zu detaillierte und schwerverständliche Text des Ollenhauer-Plans, der bald der verdienten Vergessenheit anheimfallen sollte, war auch nicht dazu angetan, die Massen aufzurütteln.“
Bei der Bundestagswahl im September 1957 konnte sich die SPD unter dem zum zweiten Mal als Kanzlerkandidat antretenden Ollenhauer zwar um 3,0 Prozentpunkte auf 31,8 Prozent der Stimmen verbessern, jedoch stand dieser Zugewinn im Schatten des Ergebnisses der Unionsparteien, die 5,0 Prozentpunkte zulegten und mit 50,2 Prozent der Stimmen die absolute Mehrheit erreichten.
Danach verzichtete Ollenhauer auf eine dritte Kandidatur. Infolge der Wahlniederlage setzten Umdenkungsprozesse in der SPD ein, deren Moderation Ollenhauer übernahm. Die programmatische und organisatorische Neuorientierung der SPD mündete schließlich im Godesberger Programm (November 1959).

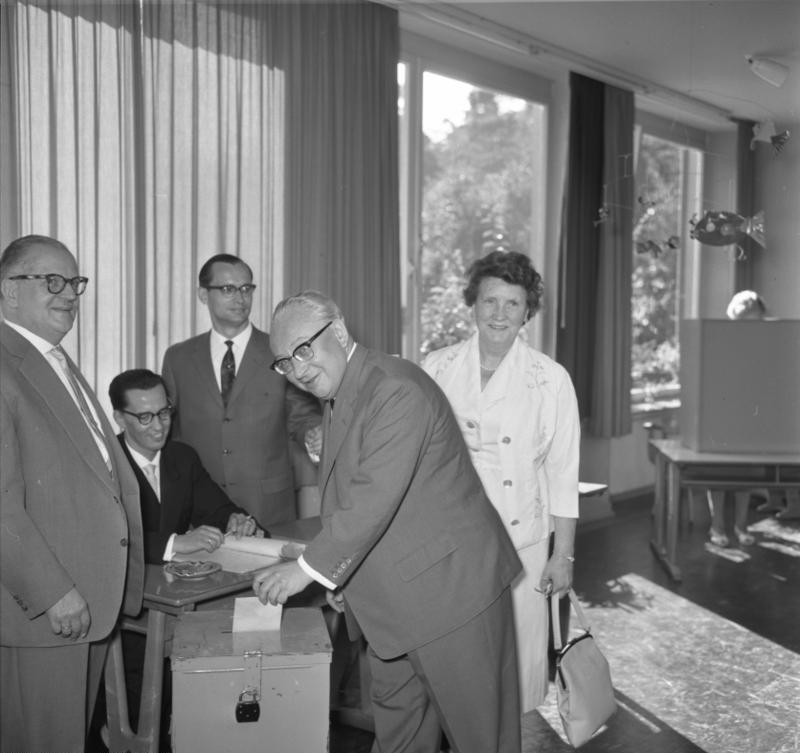
Erich Ollenhauer bei der Stimmabgabe zur Bundestagswahl 1961

Das von den Reformern um Willy Brandt, Fritz Erler und Herbert Wehner forcierte und von Ollenhauer unterstützte Programm brach zum Teil sehr deutlich mit der überkommenen Parteilinie: So wurde neben der Adenauerschen Außenpolitik (Westintegration) auch die Wiederbewaffnung befürwortet und die Zentralverwaltungswirtschaft abgelehnt. Insbesondere sagte sich die SPD vom Marxismus los. In dieser inhaltlichen Neuorientierung spielte Ollenhauer eine wichtige Rolle, da er als Parteivorsitzender und Vertreter der älteren Parteigeneration garantierte, dass diese Umgestaltung maßvoll und ohne Ausgrenzung einzelner Parteigruppen vonstattenging. Ollenhauer begann auch damit, Künstler in das Team zur Vorbereitung von Wahlkämpfen einzubeziehen. In diesem Zusammenhang wirkten (durch die Vermittlung von Bruno Friedrich) der Schriftsteller Gerhard Zwerenz und der Maler und Bildhauer Hans Lewerenz an der Vorbereitung der Bundestagswahl 1961 mit.
Im November 1960 nominierte der Parteivorstand auf Vorschlag Carlo Schmids und mit Unterstützung Ollenhauers Berlins Regierenden Bürgermeister Willy Brandt als neuen Kanzlerkandidaten.

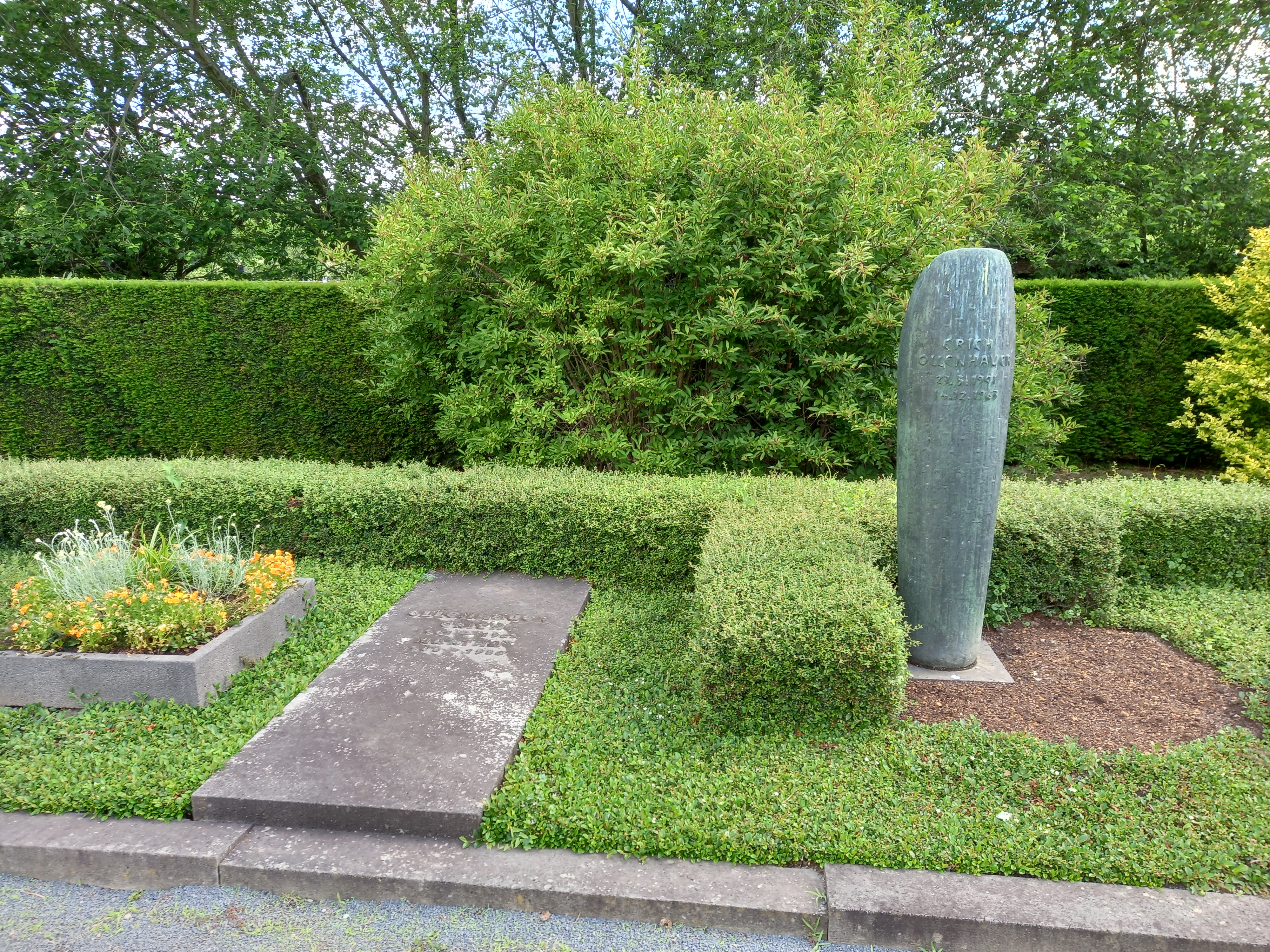
Das Grab von Erich Ollenhauer und seiner Ehefrau Martha geborene Müller auf dem Südfriedhof (Bonn)

Drei Monate vor seinem Tod wurde Ollenhauer am 9. September 1963 zum Vorsitzenden der Sozialistischen Internationale gewählt. Am 14. Dezember desselben Jahres verstarb er in Bonn an einer Lungenembolie.
Nachfolger als Parteivorsitzender wurde Willy Brandt. Den Fraktionsvorsitz übernahm Fritz Erler.
Fünf Tage nach seinem Tod (am 19. Dezember 1963) ehrte die Bundesrepublik Deutschland ihn mit einem Staatsakt im Plenarsaal des Bundestages. Auf dem Südfriedhof in Bonn unweit des Erich-Ollenhauer-Hauses an der heutigen Erich-Ollenhauer-Straße wurde er begraben.
Bereits im März 1964 benannte man in Berlin die Ollenhauerstraße nach ihm. Sie endet passenderweise am Kurt-Schumacher-Platz, über den ebenfalls als Hauptverkehrsstraße der Kurt-Schumacher-Damm verläuft. In Bocklemünd/Mengenich sind Schumacher- und Ollenhauerring zwei zentrale Erschließungsstraßen.